# Никола Клеман
Никола Клеман (на френски: Nicholas Clément) е френски химик, физик и предприемач.

## Биография
Роден е на 12 януари 1779 г. в Дижон, Франция. Учи право в родния си град, след което е чиновник в Париж. От 1801 г. работи, заедно с Шарл Дезорм, върху химичния синтез и разпространението на топлина в газовете. През 1806 г. двамата основават предприятие за производство на химикали, а през 1813 г. Клеман се жени за дъщерята на своя съдружник.
Клеман изгражда една от първите фабрики за стипца във Франция. Той публикува изследвания върху стипцата, сярната киселина, дестилацията на морска вода и други.
Умира на 21 ноември 1841 г. в Париж на 62-годишна възраст.